# シャーリー・クァン
シャーリー・クァン（シャーリー・カーン 香港名：關淑怡 英語 Shirley Kwan。1966年8月15日 - ）は香港出身の歌手、俳優。

## プロフィール
- 名前：シャーリー・カーン / シャーリー・クァン
- 香港名: 關淑怡
- 星座：獅子座
- 生年月日：1966年8月15日
- 出生地：香港
- 国籍：香港
- 身長：160cm (5尺2.5寸)

## 経歴
彼女はアメリカでファッションデザインを学んだ。帰国後、1986年香港で、第5回 TVB ニュースター・シンギングコンテスト に参加したが入賞できなかった。その後ファッションデザイナーとして2年間働いた。1988年、日本のマリンブルー歌謡コンテストでグランプリを獲得（グランプリ曲は「We」。作詞、水野有平）、アポロレコードと契約した。1989-1990年、「シャーリー・カーン」の名前で「徳永英明の妹」とのフレーズでアポロンより日本デビュー、まもなく日本語のレコード「セイ・グッドバイ」と 「ボーダレス」をリリース。一方香港でもポリグラムと契約し、1989年香港最初の広東語アルバム「冬恋」をリリースした。また日本、台湾でもアルバムを発表した。しかしヒットには至らず日本からは撤退。香港に戻った後は実力派歌手として根強い人気を築き上げている。1994-1995年、「シャーリー・クァン」の名前で「アジア人波」とのフレーズで再度日本で活動する。まもなく広東語アルバム「ドリーミング・シティ」と 「オール・タイム・フェイヴァリッ」をリリース。

## レコード

### オリジナルアルバム

#### アポロンレコード

##### 日本語のスタジオ・アルバム
| 枚  | 発売日         | 商品番号 | 定価            | 発売元                   | タイトル         | オリコン 最高位 | RIAJ認定 |
| --- | -------------- | -------- | --------------- | ------------------------ | ---------------- | --------------- | -------- |
| 1st | 1989年11月21日 | APCA-3   | ¥ 3,066（税込） | アポロン音楽工業株式会社 | セイ・グッドバイ |                 |          |
| 2nd | 1990年7月21日  | APCA-15  | ¥ 3,066（税込） | アポロン音楽工業株式会社 | ボーダレス       |                 |          |

- 1989年 11月21日 セイ・グッドバイ (日本語/英語) (国内盤)
- 1990年 7月21日 ボーダレス (日本語/英語) (国内盤)

##### 日本語のシングル
| 枚  | 発売日         | 商品番号 | 定価          | 発売元                   | タイトル                 | オリコン 最高位 | RIAJ認定 |
| --- | -------------- | -------- | ------------- | ------------------------ | ------------------------ | --------------- | -------- |
| 1st | 1989年11月21日 | APDA-9   | ¥ 956（税込） | アポロン音楽工業株式会社 | あなたのために           |                 |          |
| 2nd | 1990年7月21日  | APDA-25  | ¥ 956（税込） | アポロン音楽工業株式会社 | ホノルル・シティ・ライツ |                 |          |
| 3rd | 1990年9月21日  | APDA-31  | ¥ 956（税込） | アポロン音楽工業株式会社 | さよなら、こんにちわ     |                 |          |

- 1989年 11月21日 あなたのために (日本語/英語) (国内盤)
- 1990年 7月21日 ホノルル・シティ・ライツ (日本語/英語) (国内盤)
- 1990年 9月21日 さよなら、こんにちわ (日本語) (国内盤)

##### LP
- 1989年 11月21日 セイ・グッドバイ (日本語/英語) (国内盤)
- 1990年 7月21日 ボーダレス (日本語/英語) (国内盤)

##### Cassette
- 1989年 11月21日 セイ・グッドバイ (日本語/英語) (国内盤)
- 1990年 7月21日 ボーダレス (日本語/英語) (国内盤)

#### ユニバーサルミュージック

##### Album
- 1994年 4月25日ドリーミング・シティ (広東語) (国内盤)
- 1995年 7月26日オール・タイム・フェイヴァリッ(広東語) (国内盤)

### ライブアルバム
すぐ、来ること。.

## 映画出演
- 1992年 アンディ・ラウの神鳥聖剣
- 1997年 ブエノスアイレス（編集段階で全てカットされているため出演シーンはない）
- 1997年 初恋
- 1999年 ブエノスアイレス 摂氏零度